# 중화민국 행정원
중화민국 행정원(중국어 정체자: 中華民國行政院, 병음: Xíngzhèng Yuàn, 영어: Executive Yuan)는 내각에 해당하는 대만의 중앙정부기관으로 대한민국의 국무총리에 해당하는 행정원장은 총통이 직접 임명한다. 행정원 건물은 타이베이시 중정구 중샤오둥로 1단 1호에 있으며 1957년에 지어져 현재까지 사용되고 있다.

## 조직 현황
행정원의 조직은 원장, 부원장 각 1명과 여러 명의 정무 위원으로 구성되어 있다. 그리고 행정원에 속해 있는 부서로는 12부(部 내정, 외교, 국방, 재정, 교육, 법무, 경제, 교통, 문화, 위생복리, 노동, 과기(科技)), 7회(會 몽장위원회, 교무위원회, 국군퇴제역관병보도위원회, 원주민족위원회, 객가위원회, 금융감독관리위원회, 국가발전위원회), 3독립기관, 2서(署환경보호, 해안순방), 4위원회, 2총처(總처 행정원주계총처,행정원인사행정총처), 중앙은행, 고궁박물원이 직속 부서로 설치되어 있다.

### 원 본부
- 원장 (1명 특임)
- 부원장 (1명 특임)
- 비서장 (1명 특임)
- 부비서장 (2명 특임)
- 정무위원 ((7-9명, 특임)
- 발언인 (1명, 특임)
- 행정원 부발언인 (1명, 특임)
- 고문 (11명, 간임)
- 주임위원 (1명)
- 참사 (8명)
- 처장 (14명)
- 주임 (2명)
- 부처장 (14명)
- 부주임 (2명)
- 참의 (79명)
- 고등분석사 (1명)
- 과장 (70명, 천임)
- 비서 (35명)
- 소비자보호관 (9명)
- 자의 (125명)
- 분석사 (6명)
- 과원 (145명, 위임)
- 조리설계사 (5명, 위임)
- 조리원 (26명, 위임) (13명은 천임)
- 서기 (8명, 위임)
- 행정원 회의

| - 신문전파처 - 소비자보호처 - 종합업무처 - 내정위복노동처 - 외교부 방법무처 - 교통환경자원처 - 재정주계금융처 - 경제능원농무처 - 교육과학문화처 - 국토안전판공원 - 법규회 - 성별평등처 - 재해방구판공실 - 인권전형정의처 | - 공공관계처 - 버서처 - 인사처 - 정풍처 - 주계처 - 정보처 |

### 산하기관

#### 중앙 2급기관
- 부(部)
  - 경제부
  - 국방부
  - 교육부
  - 교통부
  - 내정부
  - 노동부
  - 농업부
  - 디지털발전부
  - 문화부
  - 법무부
  - 외교부
  - 위생복리부
  - 재정부
  - 환경부
- 회(會)
  - 경제건설위원회
  - 국가과학기술위원회
  - 국가발전위원회
  - 국군퇴제역관병보도위원회
  - 공공공정위원회
  - 교무위원회
  - 금융감독관리위원회
  - 대륙위원회
  - 연구발전고핵위원회
  - 원주민족위원회
  - 하카(객가)위원회
  - 해양위원회
- 독립기관
  - 공평교역위원회
  - 국가통신전파위원회
  - 중앙선거위원회
- 총처(總處)
  - 행정원 주계총처
  - 행정원 인사행정총처
- 기타기관
  - 중앙은행
  - 고궁박물원

#### 중앙 3급기관
- 독립기관
  - 비항안전조사위원회
- 위원회
  - 국가금융안정기금관리위원회
  - 행정원 국가발전기금관리회

## 같이 보기
- 오권분립
- 중화민국의 대외 관계
- 중화민국 외교부
- 중화 타이베이
- 중화민국
- 타이베이
- 중화민국의 재외기구 목록
- 중화민국 행정원 신문국